# 28 Łotewski Batalion Schutzmannschaft Bartas
28 Łotewski Batalion Schutzmannschaft „Bartas” (niem. 28 Lettische Schutzmannschafts Bataillon „Bartas”) – kolaboracyjny pomocniczy oddział policyjny złożony z Łotyszy podczas II wojny światowej

## Historia
Jego formowanie rozpoczęło się w lutym 1942 r. w Lipawie. Dowódcą został por. K. Musins. Był przewidziany jako oddział wartowniczy. W związku z tym trafili do niego starsi wiekiem i z gorszym zdrowiem Łotysze, którzy zgłosili się do pozostałych batalionów, tworzonych w tym czasie. W poł. marca batalion liczył 8 oficerów, 10 podoficerów i 106 szeregowych policjantów. Byli oni umundurowani w uniformy po armii łotewskiej (później zmienione na mundury niemieckie różnych formacji). 11 marca nowym dowódcą został ppłk A. Gramatiņš. Od 29 kwietnia do 15 maja schutzmani, którzy byli rolnikami, zostali zwolnieni na prace polowe. 9 czerwca ppłk A. Gramatiņš został odkomenderowany do Rygi, a jego miejsce zajął kpt. E. Šmits. Liczebność batalionu wzrosła do 52 oficerów, 61 podoficerów i 420 szeregowych policjantów. Pod koniec czerwca przeniesiono go w rejon Krzywego Rogu, Pawłogradu i Dniepropietrowska na okupowanej Ukrainie. Łotysze początkowo pełnili zadania wartownicze i ochronne. Wkrótce podjęli też walkę z partyzantami, którzy byli bardzo silni w tym regionie. Pod koniec lutego 1943 r. oddziały Armii Czerwonej wsparte czołgami zaatakowały niemiecko-włoski garnizon Pawłogradu, w skład którego wchodziła m.in. 3 kompania batalionu. Po uporczywej obronie miasto zostało zdobyte, a siły niemiecko-włosko-łotewskie zniszczone. W kwietniu 3 kompania została odtworzona z uzupełnień, które przybyły z Łotwy. Niespodziewanie dla Łotyszy zostali oni w poł. lipca rozbrojeni, po czym powrócili do Rygi. Wkrótce potem batalion wszedł w skład 34 Pułku Grenadierów SS 15 Dywizji Grenadierów SS jako III batalion.